# Société des Anciens Établissements Eiffel (Saigon)

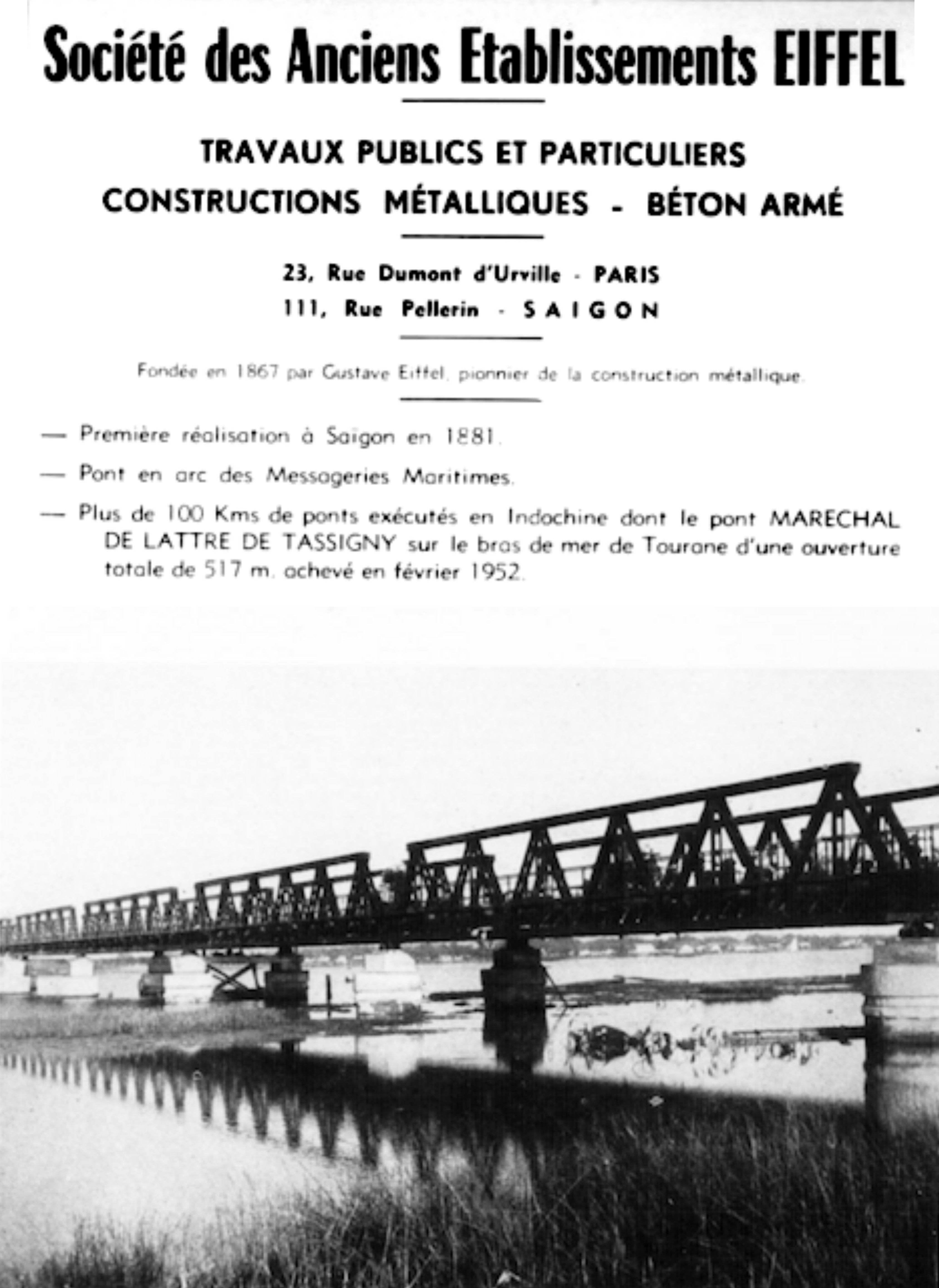
Die Société des Anciens Etablissements Eiffel hat in Indochina über 100 km Brücken errichtet, darunter die Maréchal-de-Lattre-de-Tassigny-Brücke über den Meeresarm von Tourane mit einer Gesamtweite von 517 m

Die Société des Anciens Établissements Eiffel war ein in Saigon angesiedeltes Tochterunternehmen der von Gustave Eiffel 1867 gegründeten Baufirma, die öffentliche und private Bauten aus Metall und Beton errichtete. Ihre Vorgängerinnen und sie haben von 1881 bis 1952 in Indochina über 100 km Brücken errichtet.

## Geschichte
Gustave Eiffel (1832–1923) war für den Bau eines Wahrzeichens Vietnams verantwortlich: die Pont-des-Messageries-Maritimes (heute Mong Bridge (Cầu Mống) in Ho-Chi-Minh-Stadt), die wohl Eiffels einziges erhaltenes Hauptwerk in Vietnam ist.
Die Compagnie des Établissements Eiffel mit Sitz in der Rue Pellerin 111 in Saigon führte 1881 ihr erstes Brückenbauwerk aus. Sie entwickelte sich bald zum führenden Hersteller von Eisenbahnbrücken im Kolonialstil. 1888 erhielt das Unternehmen einen lukrativen Auftrag für die Konstruktion und den Bau aller Metallbrücken im nördlichen Teilabschnitt der Bahnstrecke Hanoi–Đồng Đăng, der 98 km langen Decauville-Bahn von Bắc Giang nach Lạng Sơn.
Nachdem Gustave Eiffel den weltberühmten Eiffelturm für die Weltausstellung 1889 in Paris errichtet hatte, fiel er 1893 in Ungnade, weil er in den skandalösen ersten Versuch, den Panamakanal zu bauen, verwickelt war, der kläglich scheiterte. Daher gab sich Eiffels Saigoner Tochterunternehmen den neuen Namen Société Constructions Levallois-Perret und spielte weiterhin eine wichtige Rolle bei der Entwicklung der französischen Kolonie. Es baute einen Großteil der Hafeninfrastruktur von Sài Gòn sowie die meisten Brücken an der Bahnstrecke Hanoi–Ho-Chi-Minh-Stadt. Im Jahr 1937 änderte das Unternehmen seinen Namen in Anciens Établissements Eiffel, da es davon überzeugt war, dass ihm die Panama-Affäre keinen Schaden mehr zufügen konnte. Während des Vietnamkriegs zog sich die Firma Eiffel 1965 endgültig aus dem indochinesischen Markt zurück.

## Wichtige Bauten derÉtablissements Eiffelin Vietnam
| Baujahr   | Foto | Brücke oder Gebäude |
| --------- | ---- | --- |
| 1880      |      | Brücke von Binh-Dien |
| 1880      |      | Brücke von Tân An |
| 1880      |      | Brücke von Bến Lức, Long An |
| 1882      |      | Pont des Messageries in Saigon (heute Mong Bridge (Cầu Mống) in Ho-Chi-Minh-Stadt)                                             |
| 1882      |      | Brücke von Ong Nui |
| 1882      |      | Brücke von Rach Lang |
| 1882      |      | Brücke von Dong Nhyen |
| 1884      |      | Brücke von Cholon |
| 1886      |      | Markthalle de Long Chau |
| 1887      |      | Markthalle von Coalanh |
| 1887      |      | Filterbrunnen, Saïgon |
| 1887      |      | Fußgängerbrücken über die Kanäle Bonnard, Cholon und Logonn                                                                    |
| 1887      |      | Brücken von Lạng Sơn |
| 1887      |      | Brücken von Binh Tay |
| 1888      |      | Markthalle von Omon |
| 1888      |      | Markthalle von Trahuse |
| 1888      |      | Hallen der Messageries Maritimes von Saigon                                                                                    |
| 1889      |      | Markthalle von Tân An |
| 1889      |      | Markthalle von Tan Qui Dong |
| 1889      |      | Fußgängerbrücke Quoi Duo |
| 1889–1890 |      | Hubbrücke von Tân An |
| 1889–1890 |      | Hubbrücke von Mytho |
| 1891–1893 |      | Brücken von Rạch Giá und Long Xuyên                                                                                            |
| 1892–1894 |      | Vier Brücken an der Nationalstraße N°3 Cholon–Vaïco                                                                            |
| 1892–1894 |      | Zwei Brücken über den Rach Cat und den Rach Can Tram                                                                           |
| 1893–1895 |      | Brücken über den Rach Cat, den Rach Tra und den Rach Dong Trong                                                                |
| 1895–1896 |      | Brücke von Binh Dien |
| 1896–1897 |      | Anlegestellen von Charner und Messageries, Saigon                                                                              |
|           |      | Anlegestelle am Port de Commerce in Hải Phòng                                                                                  |
| 1897–1898 |      | Brücke über den Thanh-Da-Kanal                                                                                                 |
| 1902–1903 |      | Drehbrücke über den Bến Nghé Creek (gebaut durch Société Constructions Levallois-Perret)                                       |
| 1907–1910 |      | Brückenbauarbeiten an einem Kai am rechten Ufer des Flusses Saigon                                                             |
| 1921      |      | Klappbrücke in Rach Gia |
| 1923–1932 |      | Brücken der Kolonialstraße Nr. 20 in Cochinchina, Montageausrüstung für die Brücken der Bahnstrecke Tourane–Quangngaï in Annam |
| 1928      |      | Hangars für die Docks von Saigon                                                                                               |
| 1928      |      | Kais der Messageries Maritimes in Saigon                                                                                       |
| 1930      |      | Hangar für die Sperrholzfabrik von l’Est Asiatique Francais                                                                    |
| 1930      |      | Indochinesische Zigarettenfabrik in Saigon                                                                                     |
| 1930      |      | Stahlbetonbrücke bei Streckenkilometer 165,670 der Bahnstrecke von Phnom Penh nach Battambang                                  |
| 1931      |      | Stahlbetonbrücke über den Umgehungskanal bei Saigon                                                                            |
| 1931      |      | Stahlbetonbrücke über den Sông La Ngà                                                                                          |
| 1951      |      | Maréchal-de-Lattre-de-Tassigny-Brücke über den Meeresarm von Tourane                                                           |